# Triglav (gud)
Triglav (ryska/ukrainska: Триглав, polska: Trygław, 'trehövdad') var en slavisk gud med tre huvuden. De tre huvudena skulle representera himlen, jorden och underjorden. En staty av Triglav i Szczecin (i dagens Polen) förstördes i början av 1100-talet av den tyske biskopen och missionären Otto av Bamberg.

## Beskrivningar av 1100-talsstatyn
Beskrivningar av avgudabilden från 1100-talet finns bevarade i Ottos tre levnadsbeskrivningar. Dessa sammanställdes på 1100-talet av den tyske munken Herbord, den frankiske biskopen Ebo av Reims och en anonym munk från Prüfeningklostret utanför Regensburg.
Så här skriver Herbord år 1124:
| ” | I staden Szczecin fanns fyra tempel, och ett av dem, det viktigaste, var uppfört med beundransvärd möda och skicklighet. Invändigt och utvändigt framträdde ur väggarna skulpturer som föreställde människor, fåglar och djur så väl att det såg ut som de levde och andades… Där fanns även en trehövdad staty, som hade sina tre huvuden på en enda kropp och kallades Triglav; när Otto hade bemäktigat sig de förenade huvudena, efter att ha förstört kroppen, tog han dem med sig som trofé och skickade dem senare till Rom som bevis på deras omvändelse… | „ |

Ebo beskriver statyn så här:
| ” | År 1126. Staden Szczecin omfattar tre berg av vilka det mittersta och högsta är tillägnat den hedniske guden Triglav; där finns en trehövdad staty vars ögon och mun är övertäckta med gyllene band. Avgudabildernas offerpräster förklarar att den viktigaste guden har tre huvuden eftersom den vakar över tre riken, himlen, jorden och underjorden, och ansiktet är övertäckt eftersom människornas synder hemlighålls när man inte ser och talar om dem. | „ |

## Olika beskrivningar av guden Triglav
Triglav omnämns på olika sätt i många senare källor. De förfalskade tjeckiska glosorna i Mater Verborum omtalar Triglav (Trihlav — Triceps, qui habet capita tria capree), och i Abraham Frentzels avhandling 1719 omnämns Trigla (kyrilliska: Тригла) som himlens, jordens och helvetets gudinna.
Kajsarov beskriver Triglava som en kvinna med tre huvuden i sin traktat Den slaviska och ryska mytologin (1804).
Några forskare förknippar Triglav med gudomen Trojan, som förekommer bland de slaviska gudarna.